# Mutant League Football
Mutant League Football est un jeu vidéo de football américain sorti en 1993 sur Mega Drive. Le jeu a été développé par Mutant Productions puis édité par Electronic Arts.